# Château de Sherborne
Le château de Sherborne est un manoir du XVIe siècle situé au sud-est de Sherborne dans le Dorset en Angleterre.
Le vieux château, aujourd’hui en ruine, fut construit entre 1107 et 1135. En 1592, il devint la propriété de Sir Walter Raleigh. Par la suite celui-ci décida d’édifier une nouvelle résidence, l’hôtel de Sherborne (Sherborne Lodge) — formant le noyau de l’édifice actuel communément appelé château de Sherborne (Sherborne Castle) —, située sur la lointaine rive de l’Yeo. Sir John Digby fit agrandir le château entre 1620 et 1630, tout en demeurant fidèle au style choisi par Raleigh. Le château est resté dans la famille depuis.

## Source
- (en) Cet article est partiellement ou en totalité issu de l’article de Wikipédia en anglais intitulé « Sherborne Castle » (voir la liste des auteurs).